# Câu lạc bộ bóng đá Thanh Hóa
Il Câu lạc bộ bóng đá Đông Á Thanh Hóa, meglio noto come Thanh Hóa, è una società calcistica vietnamita con sede nella città di Thanh Hóa. Milita nella V League 1, la massima divisione del campionato vietnamita.

## Palmarès

### Competizioni nazionali
- Coppa del Vietnam: 2

2023, 2023-2024
- Supercoppa del Vietnam: 1

2023

### Altri piazzamenti
- V League 1:

Secondo posto: 2017, 2018
Terzo posto: 2014, 2015
- V League 2:

Secondo posto: 2003
Terzo posto: 2006
- Coppa del Vietnam:

Finalista: 2018
- Supercoppa del Vietnam:

Finalista: 2024

## Organico

### Rosa 2021
Aggiornata al 2 giugno 2021.
| N. |                    | Ruolo | Calciatore                 |
| -- | ------------------ | ----- | -------------------------- |
| 1  | Vietnam (bandiera) | P     | Lương Bá Sơn               |
| 2  | Vietnam (bandiera) | A     | Hoàng Đình Tùng (capitano) |
| 3  | Vietnam (bandiera) | D     | Vũ Xuân Cường              |
| 4  | Vietnam (bandiera) | D     | Trịnh Đình Hùng            |
| 5  | Vietnam (bandiera) | D     | Nguyễn Minh Tùng           |
| 7  | Vietnam (bandiera) | C     | Nguyễn Hữu Dũng            |
| 8  | Brasile (bandiera) | C     | Zé Paulo                   |
| 9  | Vietnam (bandiera) | C     | Lê Xuân Hùng               |
| 10 | Vietnam (bandiera) | A     | Lê Văn Thắng               |
| 11 | Vietnam (bandiera) | C     | Lê Phạm Thành Long         |
| 15 | Vietnam (bandiera) | D     | Trịnh Văn Lợi              |
| 16 | Vietnam (bandiera) | D     | Hoàng Anh Tuấn             |
| 17 | Vietnam (bandiera) | D     | Hoàng Thái Bình            |
| 19 | Vietnam (bandiera) | C     | Lê Quốc Phương             |

| N. |                    | Ruolo | Calciatore        |
| -- | ------------------ | ----- | ----------------- |
| 20 | Vietnam (bandiera) | C     | Nguyễn Trọng Hùng |
| 21 | Camerun (bandiera) | D     | Louis Ewonde      |
| 22 | Vietnam (bandiera) | D     | Nguyễn Văn Vinh   |
| 23 | Vietnam (bandiera) | P     | Trịnh Xuân Hoàng  |
| 25 | Vietnam (bandiera) | P     | Nguyễn Thanh Diệp |
| 28 | Vietnam (bandiera) | C     | Nguyễn Trọng Phú  |
| 31 | Vietnam (bandiera) | D     | Lê Văn Hân        |
| 32 | Vietnam (bandiera) | C     | Lê Ngọc Nam       |
| 34 | Vietnam (bandiera) | C     | Doãn Ngọc Tân     |
| 39 | Vietnam (bandiera) | A     | Hoàng Vũ Samson   |
| 90 | Vietnam (bandiera) | C     | Phạm Văn Hội      |
| 91 | Kosovo (bandiera)  | C     | Gramoz Kurtaj     |
| 98 | Vietnam (bandiera) | D     | Nguyễn Hữu Lâm    |